# Kvinnan i huset bredvid
Kvinnan i huset bredvid (engelska: La femme d'à côté) är en fransk långfilm från 1981 i regi av François Truffaut, med Gérard Depardieu, Fanny Ardant, Henri Garcin och Michèle Baumgartner i rollerna.

## Rollista
| Gérard Depardieu       | – Bernard Coudray    |
| Fanny Ardant           | – Mathilde Bauchard  |
| Henri Garcin           | – Philippe Bauchard  |
| Michèle Baumgartner    | – Arlette Coudray    |
| Roger Van Hool         | – Roland Duguet      |
| Véronique Silver       | – Madame Odile Jouve |
| Philippe Morier-Genoud | – Doctor             |

## Utmärkelser
- César
  - Nominerad: Bästa kvinnliga skådespelare (Fanny Ardant)
  - Nominerad: Bästa kvinnliga biroll (Véronique Silver)